# مهره‌دار (ابر)
مهره‌دار ابری است که ترتیب اجزای آن تجسمی از مهره‌ها یا دنده‌ها یا استخوان‌بندی ماهی است؛ این اصطلاح عمدتاً همراه با ابر پرسا می‌آید